# گوئمون (فیلم)
گوئمون (به ژاپنی: 五右衛門 Goemon) فیلمی در ژانر اکشن و فانتزی است که در سال ۲۰۰۹ اکران شد.

## داستان
در کودکی ، کل خانواده ایشیکاوا گوئمون به دلایل سیاسی ترور شدند. مادرش دقایقی قبل گومون را فراری داد تا شاهد مرگش نباشد. گوئمون در حال فرار با سرپرستش ، توسط راهزنان مورد حمله قرار گرفت اما او توسط اودا نوبوناگا بزرگ نجات یافت. گوئمون به دنبال نوبوناگا رفت و هاتوری هانزو مأمور شد تا او را به همراه برادر رزمی خود ، سایزو در راه های شینوبی (نینجا) آموزش دهد...

## بازیگران
- یوسوکه اگوچی
- اوساوا تاکائو
- ریوکو هیروسوئه
- ایجی اوکودا
- سوسومو تراجیما
- تراویس ویلینگهام
- تروی بیکر
- تاکرو ساتو
- مایوکو فوکودا
- جون کانامه
- اریکا تودا
- میکیجیرو هیرا